# Тарчин
Тарчин (пол. Tarczyn) — город в Польше, входит в Мазовецкое воеводство, Пясечинский повет. Имеет статус центра городско-сельской гмины Тарчин. Занимает площадь 5,23 км². Население 4079 человек (на 2016 год).
До 1954 года административный центр сельской гмины Коморники. В 1975—1998 годах административно подчинялся Варшавскому воеводству. Являлся церковным городом.
Через место проплывает река Тарчинка, небольшая речка бассейна Вислы, левый приток Езёрки. Согласно данным от 31 декабря 2012 года, население города составляло 4121 жителя.
Городские права получил в 1353 году. Принадлежал коллегии святого Иоанна в Варшаве со второй половины XVI века.

## Демография
- Демографическая пирамида жителей Тарчина в 2014 году[2].

## Административное подчинение[6]
- до XVIII века — Корона Королевства Польского
- 1795—1807 — Пруссия
- 1807—1815 — Варшавское княжество
- 1815—1918 — Российская империя (Царство Польское), Мазовецкая губерния
- 1918—1939 — II Речь Посполитая, Варшавское воеводство, Груецкий повет
- 1939—1945 — нацистская Германия, Генерал-губернаторство, Варшавский дистрикт, Груецкий повет
- 1945—1975 — ПНР, Варшавское воеводство[пол.] (до административной реформы 1975 года)
- 1975—1998 — ПНР/III Речь Посполитая, Варшавское воеводство (после административной реформы 1975 года)
- С 1999 — III Речь Посполитая, Мазовецкое воеводство, Пясечинский повет

## Общие данные

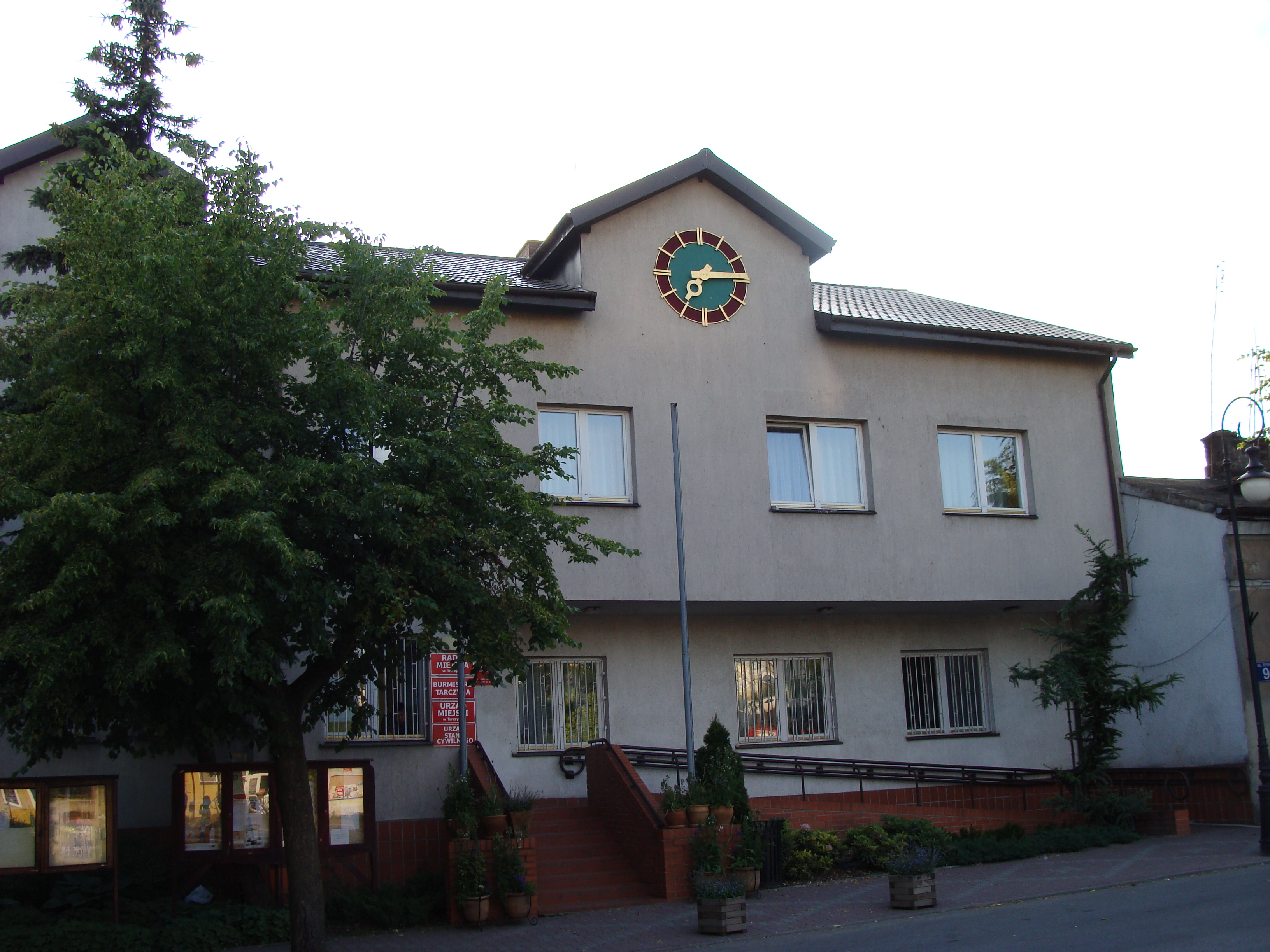
Городской совет в Тарчине

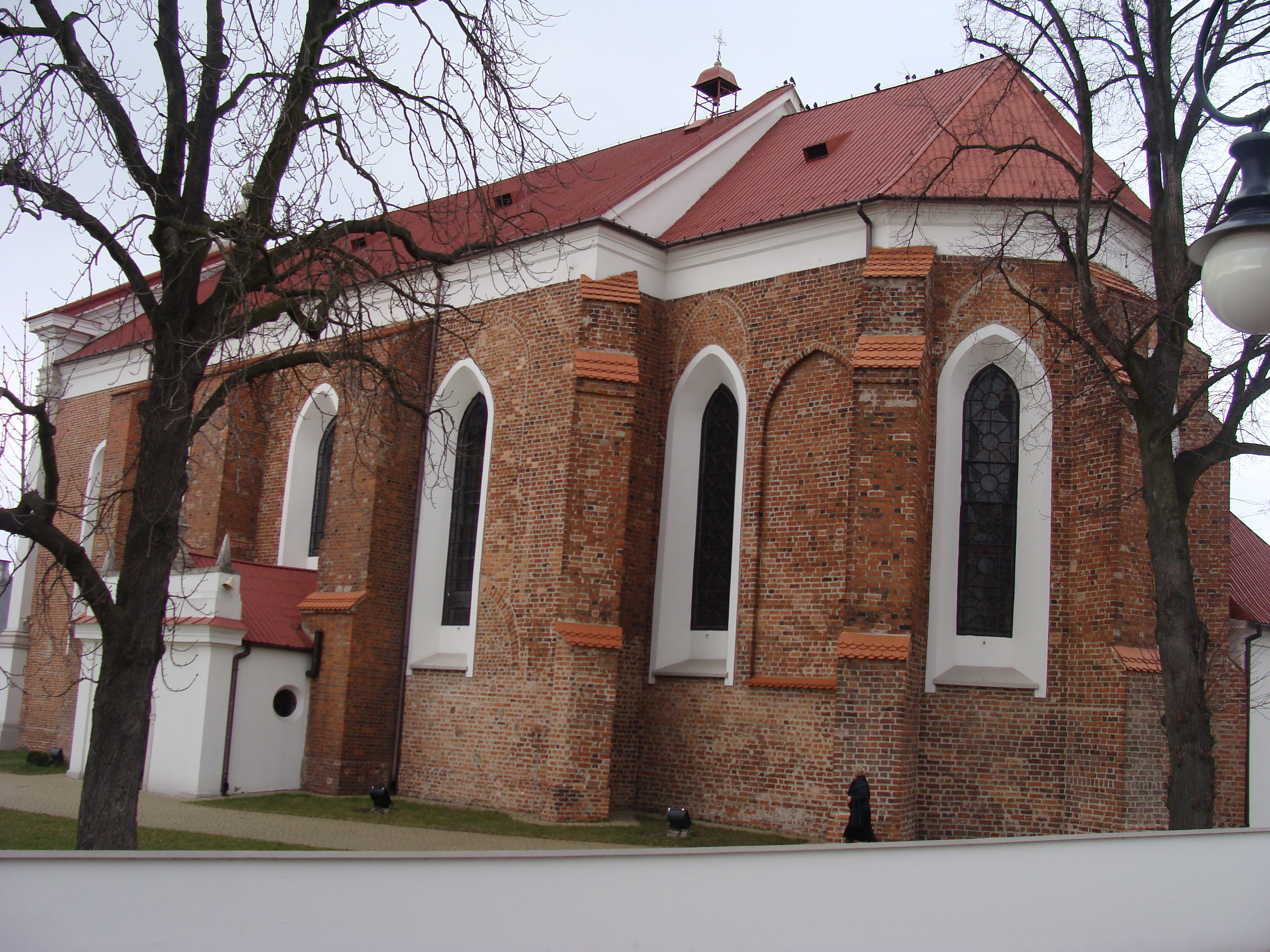
Костёл святого Николая

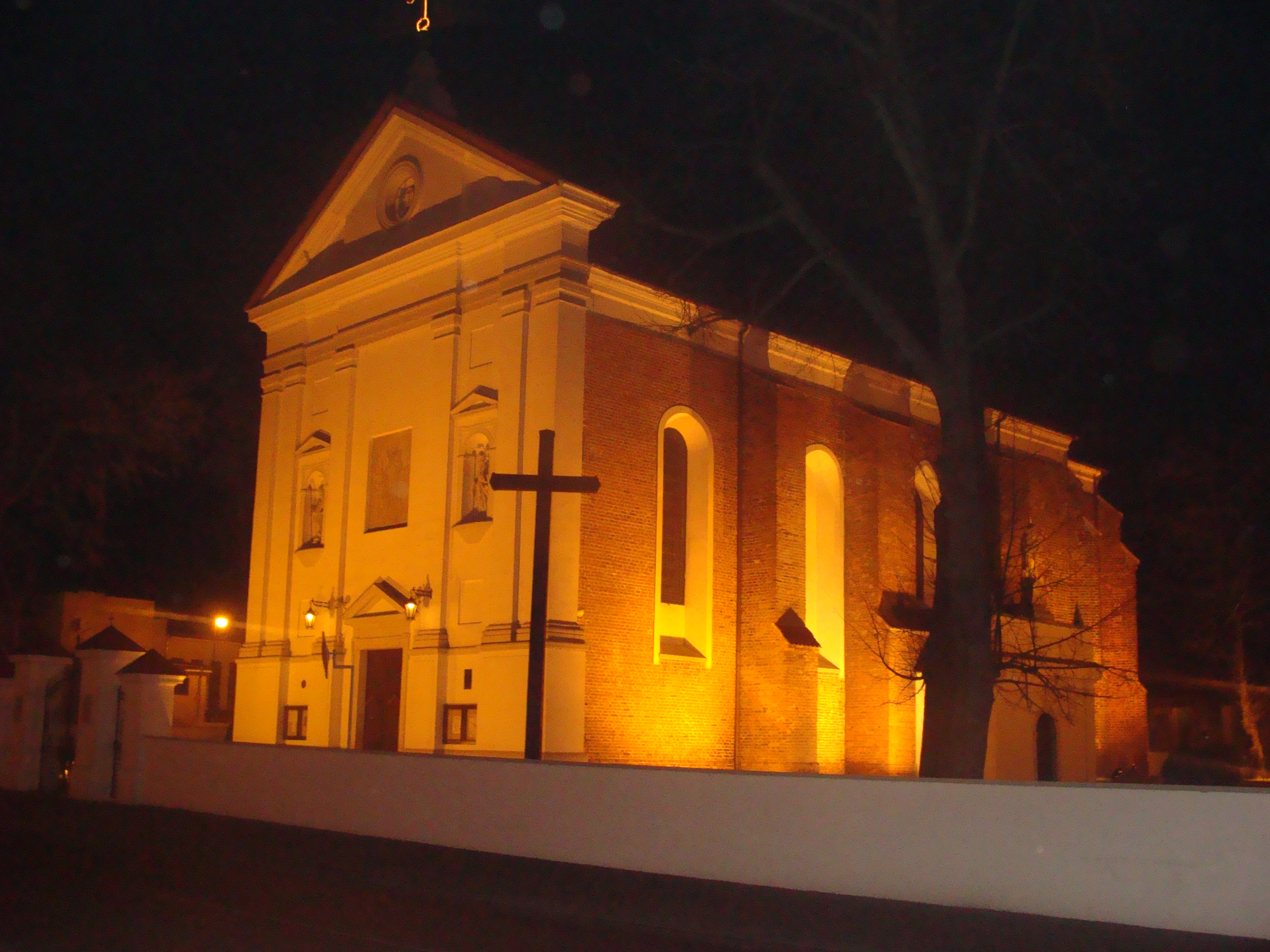
Костёл ночью

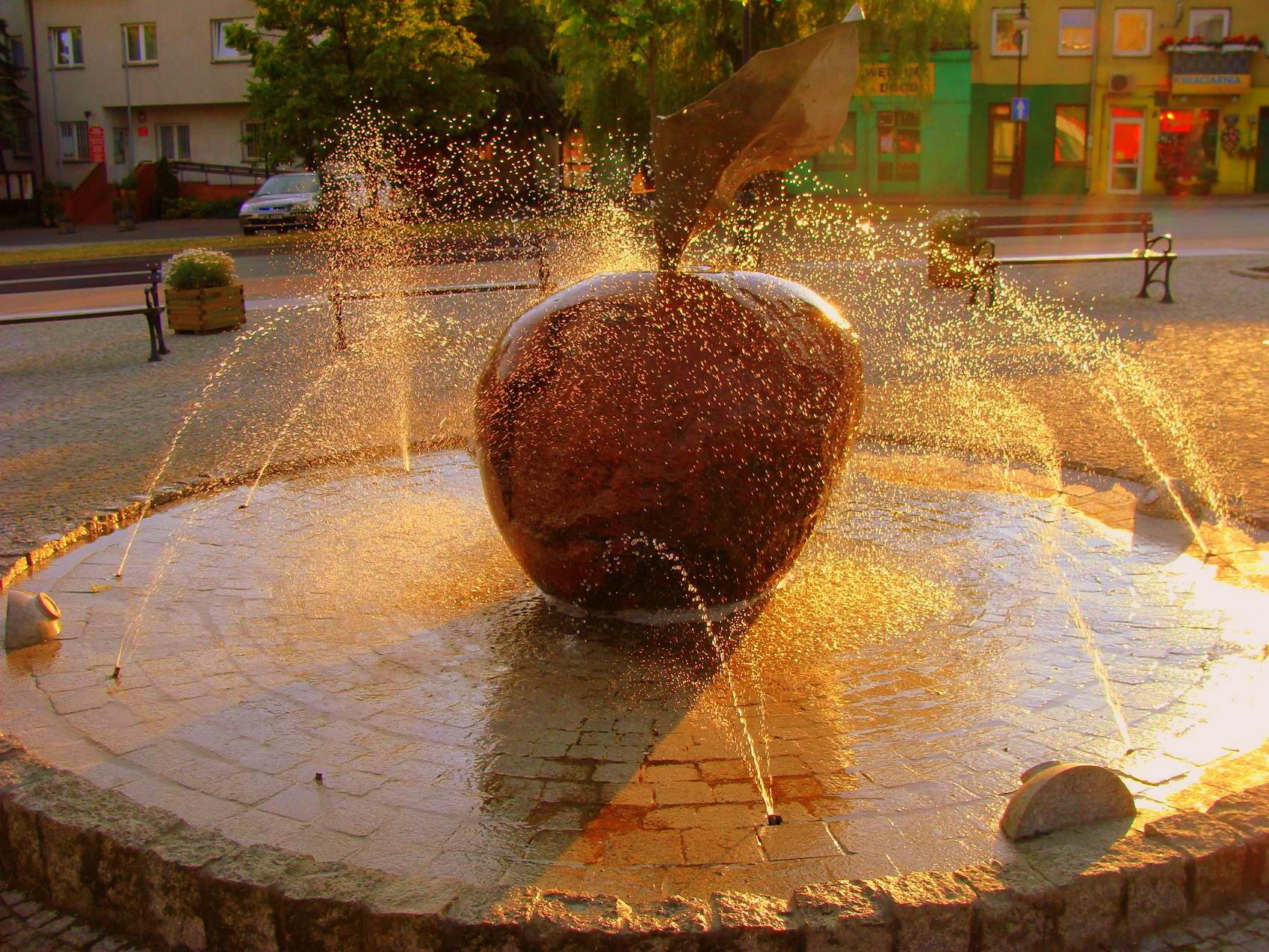
Фонтан на центральной площади

Основан как торговое поселение с костёлом в XIII веке, на перекрёстке дорог, которые соединяли Радом с Закрочимом и Блоне с Черском. Самое раннее упоминание Тарчина относится к 1259 году. В XIV веке был установлен приход.
Городские права получил в 1353 году по типу Магдебургского права, от мазовецкого князя Казимира. С 1404 года стал собственностью костёла. В XVI веке при костёле была организована школа. В 1549 году основан приют для убогих.
Город сильно пострадал во время «шведского потопа» и во время пожара 1704 года.
После подавления Январского восстания, в 1870 году Тарчин был лишён этих прав, снова их получив лишь с 1 января 2003 года, спустя 134 года. В том же году был переведён из Груецкого повета в Пясечинский.
В Тарчине находится костёл XVI века, Костёл святого Николая, построенный в готическом стиле. В 1898 году построена узкоколейная железная дорога, связавшая Тарчин с Груецом и Варшавой, в 1953 году обычной ширины железная дорога до Скерневиц. В городе находилось управление фирмы «Perffetii van-melle», производящей, в том числе, драже Mentos.
С Тарчином связано имя Ирены Сендлер (1910—2008), жившей в городе в межвоенное двадцатилетие, которая во время Второй мировой войны спасла из Варшавского гетто около 2500 еврейских детей. Ирена Сендлер награждена, в том числе, Орденом Белого орла, званием «Праведник народов мира» и Орденом Улыбки. Являлась кандидатом на получение Нобелевской премии мира. В 2007 году самоуправление гмины Тарчин присвоило Ирене Сендлер почётное гражданства города Тарчин.

## Евреи в Тарчине
Евреи в Тарчине начали селиться в конце XVIII — начале XIX веков. Развитию еврейского характера местечка поспособствовало поселение в нём в первой половине XIX века Израэля Хоровица — старшего сына Ицхака Хоровица, известного цадика, прозванного «Провидцем из Люблина». Израэль Хоровиц занял должность раввина в растущем кагале. В этот период, правдоподобно, был открыт киркут, расположенный на небольшом расстоянии от католического кладбища, а также синагога. Синагога в Тарчине располагалась на углу улиц Коморницкой и Груецкой. Была построена из красного кирпича, одноэтажная, с наклонной крышей; построена около 1845 года. Синагога была снесена во время Второй мировой войны.
В 1867 году в местечке жило 630 евреев.
В 1921 году евреями были 1427 жителей местечка — из 2526 жителей в целом. Активно действовали политические партии: сионисты, Бунд, Агудат Исраэль. Действовал Союз мелких купцов и торговцев. Большая часть евреев занимались торговлей и ремеслом. Несколько были владельцами больших предприятий. Семье Борнштайнов принадлежали мельницы, а Вальштейну — кузница.
Количество и процент в населении евреев в Тарчине:
1808—126 (28,8 %), 1825—186 (33 %), 1827—207 (32,7 %), 1850—192 (34,5 %), 1857—630 (64,5 %), 1921—1427 (56,5 %), 1939—1650 (56,8 %), 1940—1640
Немцы заняли Тарчин в сентябре 1939 года и сразу же начали принуждать местных евреев к каторжным работам. Немцами в Тарчине было создано гетто, находившиеся на территории так называемого «Свиного ряда» на восточной стороне Рынка. В гетто было переселено около 1600 человек — жителей Тарчина, а также переселённых из окрестных сёл. В Тарчине было сконцентрировано еврейское население практически всего Груецкого повета. В середине 1940 года в Тарчин привезли ещё 60 беженцев из разных мест. В январе 1941 года прибыли ещё группы из соседних гмин. Всего в гетто находились около 1600—1650 человек, используемых немцами в режиме рабочего лагеря. Также был создан так называемый «Judenlager» (сокращённо «Julag»). Немцы заключили в него около 80 еврейских ремесленников. Рабочие этого лагеря использовались при строительстве дороги Мщонув — Тарчин — Пясечно. 27 января 1942 года часть жителей гетто была вывезена в Треблинку. 28 февраля 1942 года все оставшиеся также были переведены в Варшавское гетто. Все они потом погибли в немецком лагере смерти Треблинка.

## Учебные заведения
- Общественный лицей имени Ирены Сендлер, ул. ксендза Чеслава Ошкеля № 1[21]
- Комплекс образовательно-воспитательных учреждений имени Серых Шеренг, ул. Серых Шеренг № 8[22][23]
- Комплекс Общеобразовательной школы и Гимназии имени Войцеха Гурского, ул. А. и В. Гурских в Пяматцах[24]
- Общественная начальная школа имени Юлиана Стемпковского, ул. Юлиана Стемпковского № 11[25]

## Транспорт
Через город проходит международный Европейский маршрут E77 и Железнодорожная линия № 12 Лукув — Скерневице. В Тарчине также находится действующая станция Пясеченской узкоколейной железной дороги.

## Религиозные организации
- Приход святого Николая (тарчинский деканат)
- Свидетели Иеговы (Зал царства)[31].